# Estàtua d'Antínous (Delfos)
L'estàtua d'Antínous de Delfos és una antiga estàtua de marbre que es va trobar a Delfos en una excavació.
Antínous, un jove grec de gran bellesa, nascut a Bitínia, esdevingué company o amant de l'emperador romà Hadrià, i va servir de model per a aquesta estàtua. Es va ofegar al Nil en circumstàncies misterioses. Ací es presenta en la forma convencional del nu heroic.

## Tema de l'obra

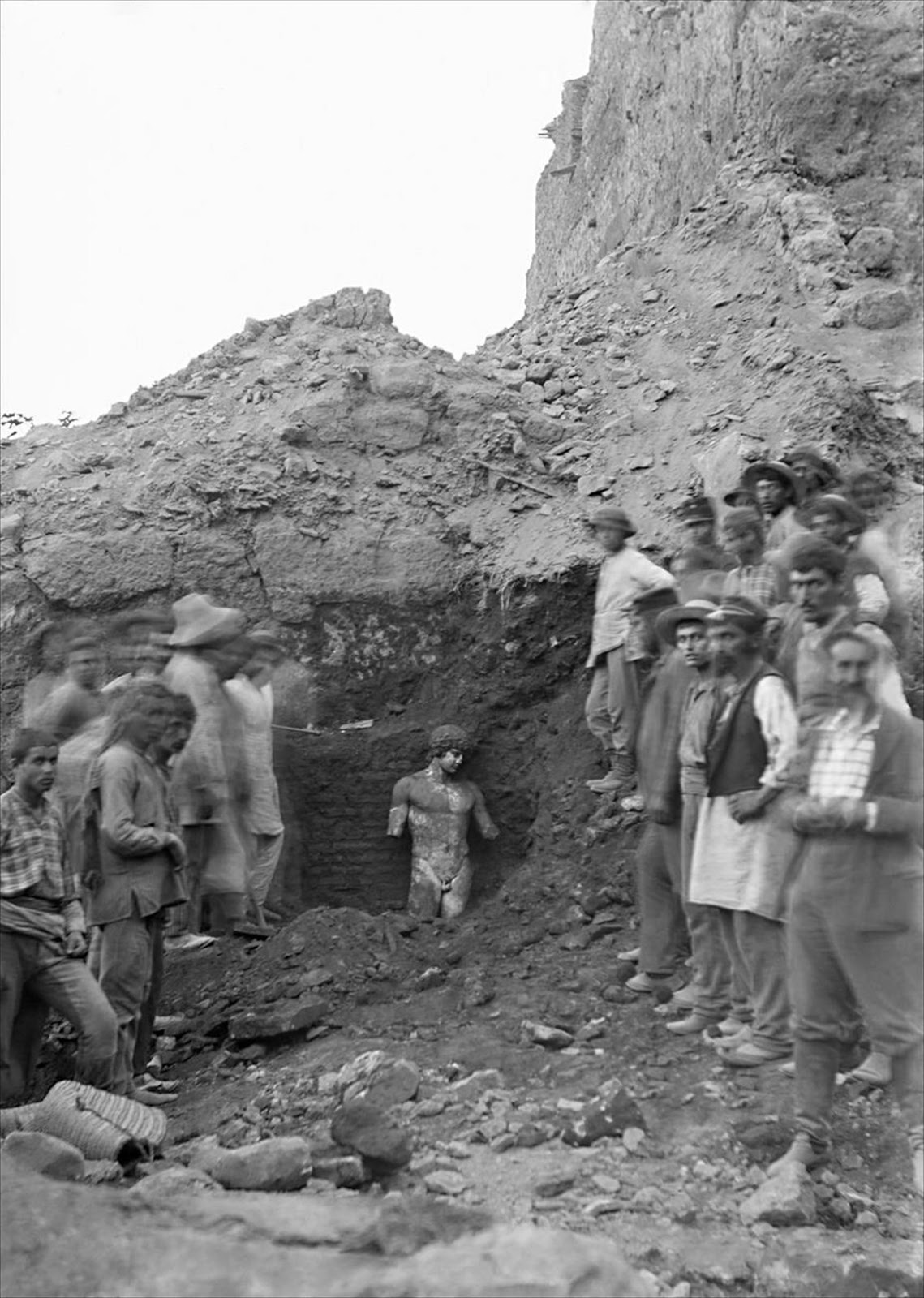
Descobert el 1894

Commogut per la mort d'Antínous, Hadrià, que era un apassionat admirador i defensor de la cultura i l'escultura gregues clàssiques, i també benefactor de l'Oracle de Delfos, va ordenar que s'erigissen estàtues del jove, a qui havia estimat apassionadament, en tots els santuaris i ciutats del seu imperi. A més a més, ordenà la institució de jocs en honor a Antínous, que de llavors ençà fou honorat i venerat com un déu.
Aquesta escultura representa el jove com un heroi grec, per tant nu segons els codis del nu a l'antiga Grècia, i se li donava un culte com a tal. Les estàtues i els edificis van ser pagats per ciutadans romans rics. En aquest cas, l'estàtua es trobava dins del Temple d'Apol·lo de Delfos. A més a més, les representacions de l'Antínous deïficat li atribueixen signes que l'integren en el culte d'Osiris: com l'Antínous-Osiris (Museu Egipci Gregorià) del gerro canòpic de la Vil·la Hadriana, de Tívoli, o el bust del Louvre (restaurat), també de la Vil·la Hadriana. Cal tenir en compte aquestes restauracions modernes, com l'Antínous Braschi, del Museu Pius-Clementí, molt reelaborat. La ciutat d'Antinòupolis fou creada per Hadrià en aquesta època.

## Descobriment de l'estàtua
Durant les excavacions, l'estàtua es va trobar dempeus sobre el seu pedestal, recolzada a la paret d'una cambra construïda amb rajola, al costat del Temple d'Apol·lo. A partir de monedes romanes encunyades en honor d'Antínous, sabem que la representació de l'estàtua anava acompanyada de l'epítet propylaios, és a dir "protector d'entrada", una funció apotropaica que protegeix contra la mala sort entre herois grecs. Per tant, es pot suposar que l'estàtua es col·locà a l'entrada del santuari. Més tard, va patir danys: es trencà a l'alçada del genoll, per la qual cosa es va haver de traslladar més a prop del Temple d'Apol·lo, en una mena de capella, en què la trobaren durant les excavacions, en un estat relativament bo. Les seues característiques idealitzades, així com el polit intens de la superfície de marbre amb un oli especial (que permet que l'obra es mantinga brillant i en excel·lent estat), és indicatiu de l'època d'Hadrià.

## Descripció
El cap del jove Antínous està inclinat, com si estigués en estat de reflexió. Al voltant dels cabells espessos i magistralment esculpits, que li envolten la cara i li cauen sobre el front i les galtes (afegint així un toc fúnebre a la figura juvenil), podem veure forats emprats per a sostenir una corona de llorer de bronze. El cos està esculpit d'una manera que li confereix la nuesa que caracteritza les estàtues de déus i herois de l'antiguitat clàssica.

## Rèpliques modernes
Una còpia de l'Antínous de Delfos s'exposa a la Cova de Cíbele, als jardins del Château du Champ-de-Bataille, al departament francès d'Eure.